# Current Opinion in Cardiology
Current Opinion in Cardiology is een internationaal, aan collegiale toetsing onderworpen wetenschappelijk tijdschrift op het gebied van de cardiologie.
De naam wordt in literatuurverwijzingen meestal afgekort tot Curr. Opin. Cardiol.
Het wordt uitgegeven door Lippincott Williams and Wilkins en verschijnt 6 keer per jaar.
Het eerste nummer verscheen in 1986.